# Fanny Brate
Fanny Ingeborg Matilda Brate (z domu Ekbom) (ur. 26 lutego 1861, zm. 22 kwietnia 1940) – szwedzka malarka, specjalizująca się w scenach rodzajowych.

## Biografia
Fanny Brate urodziła się w 1861 r. jako córka Johana Ekboma (urzędnika na dworze księcia Oscara Fredrika) i Henrietty Dahlgren. W latach 1868–1877 uczyła się w szkole dla dziewcząt. Na przełomie roku 1877 i 1878 zaczęła brać lekcje rysunku na Konstfack (wyższej szkole artystycznej w Sztokholmie), a w latach 1878-1879 była jej studentką. W 1879 r. została przyjęta do Szwedzkiej Królewskiej Akademii Sztuki.
W 1885 r. otrzymała medal królewski (szw. Svenska kungliga medaljer) za obraz Konstvänner.
W latach 80. XIX wieku odbywała liczne podróże zagraniczne (m.in. w 1887 r. studiowała w paryskiej Académie Colarossi). Jej prace wystawiano w Sztokholmie, Monachium i Berlinie; w 1904 r. zdobyła brązowy medal na światowej wystawie w Saint Louis.
W 1887 r. wyszła za mąż za szwedzkiego lingwistę, Erika Brate.
Fanny Brate zmarła w 1940 r. Jest pochowana na cmentarzu Norra begravningsplatsen.

## Wybrane dzieła

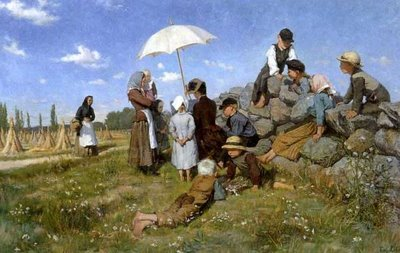
Konstvänner (1885)
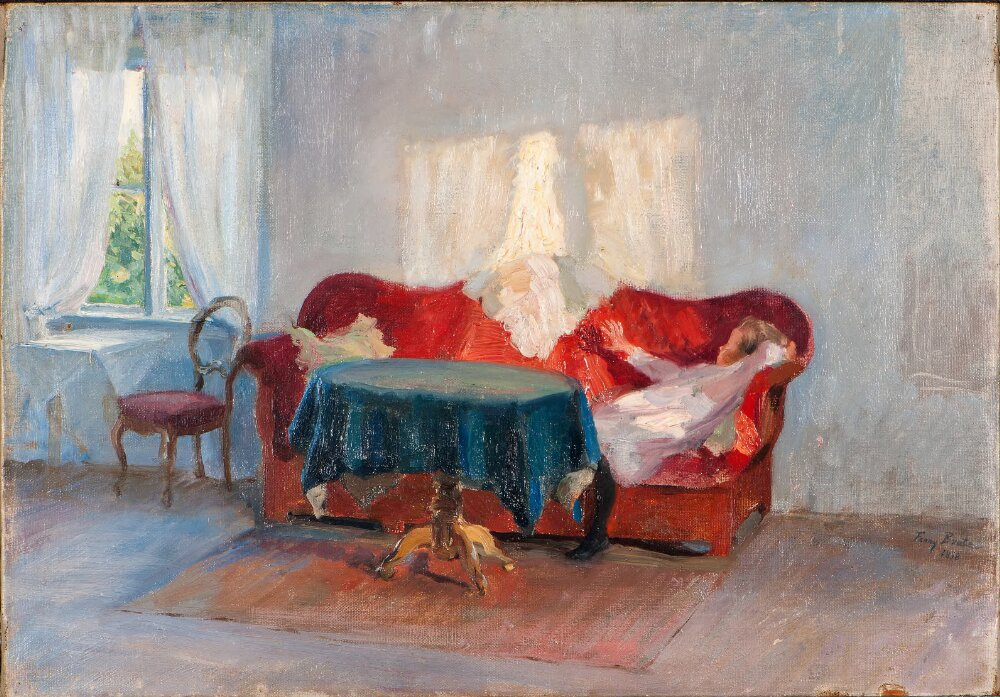
Solsken (1898)
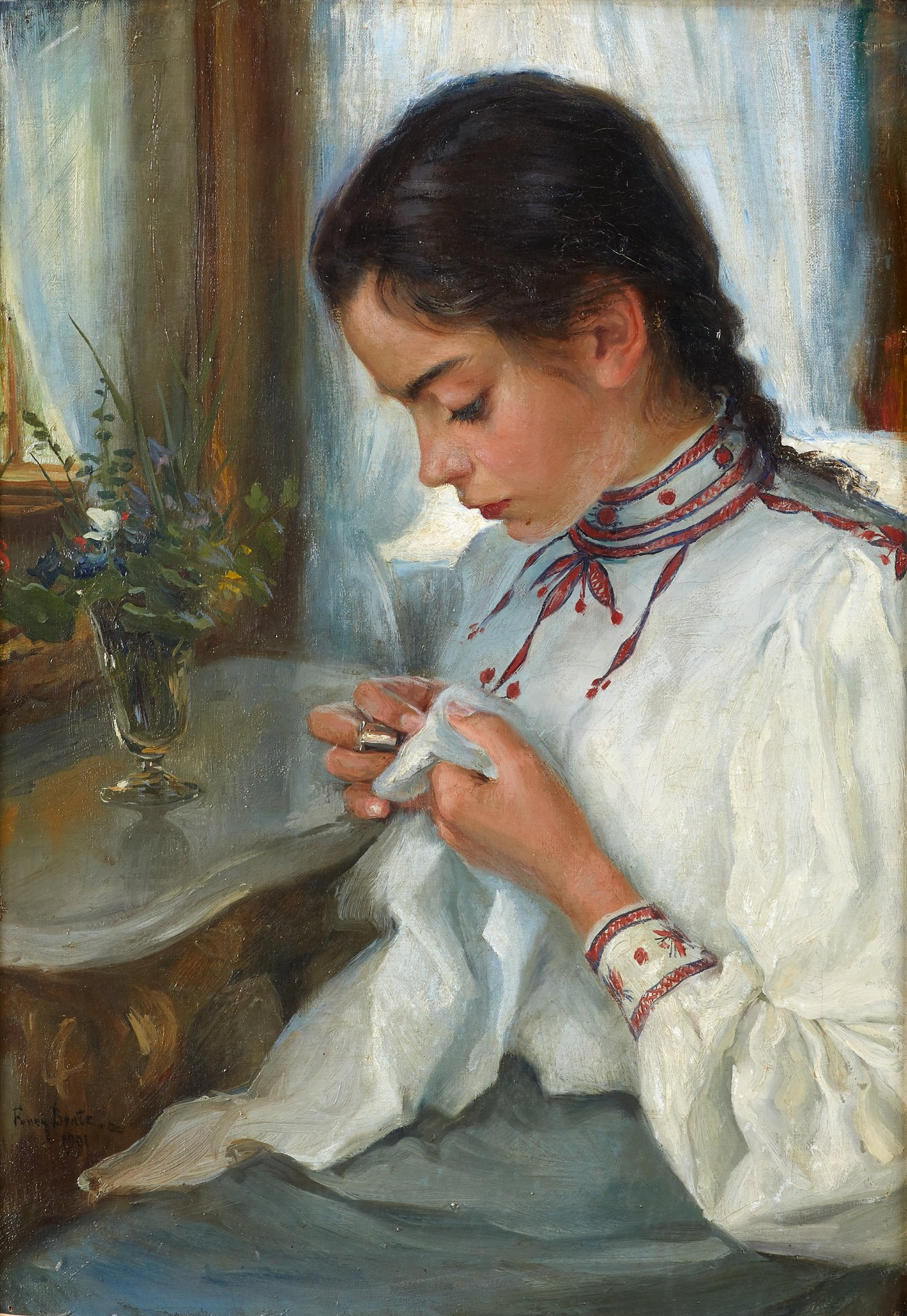
Porträtt av Astrid Brate (1901)
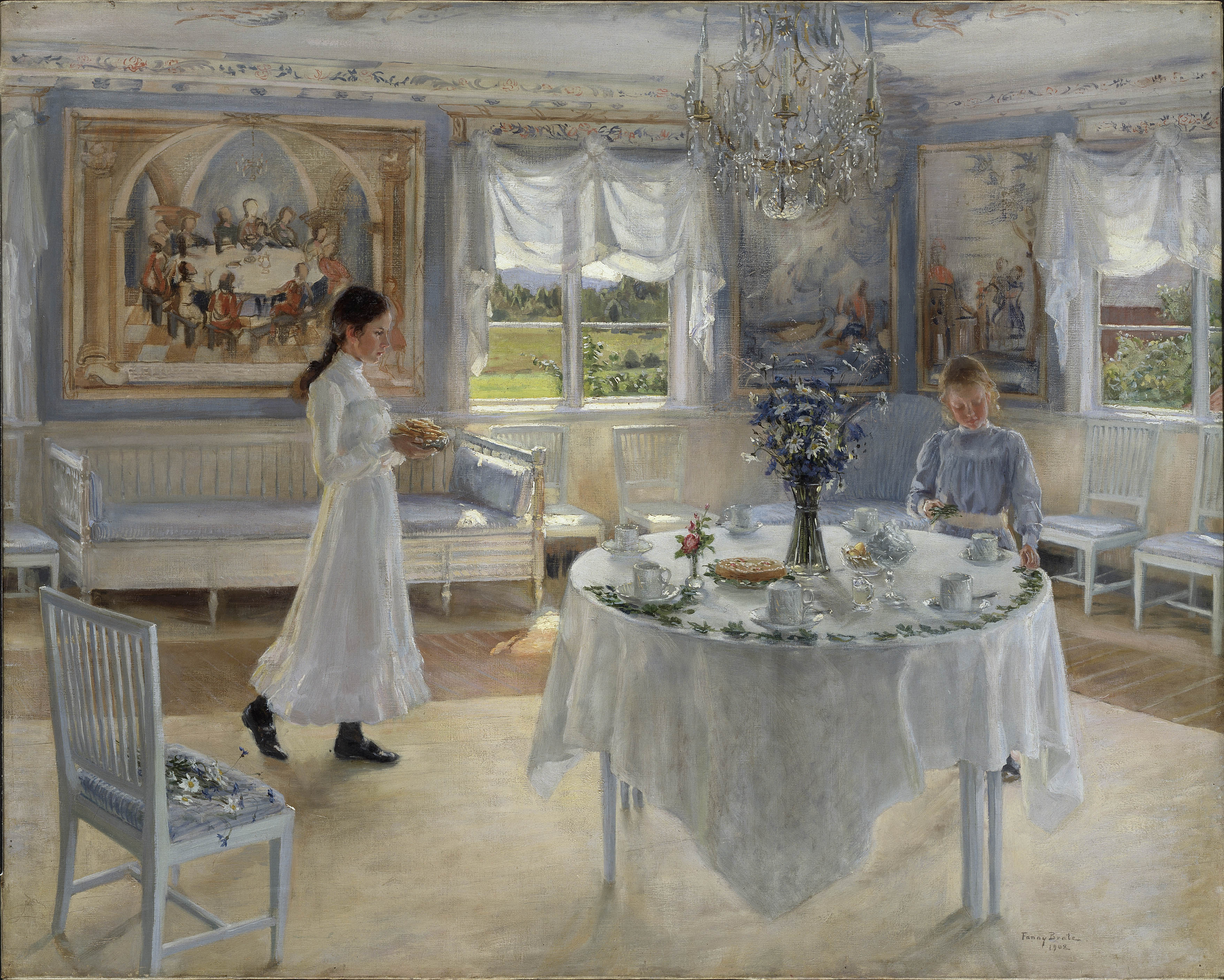
Namndsag (1902)